# 武卡什·盖拉克
武卡什·盖拉克（波蘭語：Łukasz Gierak，1988年6月22日—），生于翁格罗维茨，波兰男子手球运动员。他曾代表波兰国家队参加2016年夏季奥林匹克运动会男子手球比赛，获得第4名。